# Juninho Bacuna
Juninho Bacuna, né le 7 août 1997 à Groningue (Pays-Bas), est un footballeur néerlandais de Curaçao qui évolue au poste de milieu de terrain à Gaziantep FK.
Son frère aîné Leandro Bacuna est aussi footballeur professionnel.

## Biographie

### Carrière en club
Formé au FC Groningue, Bacuna débute en Eredivisie, le 5 février 2015, contre l'Heracles Almelo. Le 20 juin 2018, il signe en faveur du club anglais d'Huddersfield Town.
Le 20 août 2021, Juninho Bacuna rejoint le Rangers FC.
Le 27 janvier 2022, il rejoint Birmingham City. Il inscrit son premier but avec Birmingham City le 12 février 2022 dans un gain 3-0 contre Luton Town.
Bacuna a signé pour le club de la Saudi Pro League, Al-Wehda, le 28 août 2024 pour un montant non divulgué,.

### Carrière en sélection
Il joue son premier match avec les espoirs néerlandais le 22 mars 2018, en amical contre la Belgique (défaite 1-4). Par la suite, le 25 mai, il inscrit un doublé contre les espoirs boliviens (victoire 1-4).

## Palmarès

### En club
- Finaliste de la Supercoupe des Pays-Bas en 2015 avec le FC Groningue